# Gotham Independent Film Awards 2018
La 28ª edizione dei Gotham Independent Film Awards si è tenuta il 26 novembre 2018 a New York. Le candidature sono state annunciate il 18 ottobre 2018.

## Vincitori e candidati
I vincitori sono indicati in grassetto, a seguito i candidati.

### Miglior film
- The Rider - Il sogno di un cowboy (The Rider), regia di Chloé Zhao
- La favorita (The Favourite), regia di Yorgos Lanthimos
- First Reformed - La creazione a rischio (First Reformed), regia di Paul Schrader
- Se la strada potesse parlare (If Beale Street Could Talk), regia di Barry Jenkins
- Madeline's Madeline, regia di Josephine Decker

### Miglior documentario
- Hale County This Morning, This Evening, regia di RaMell Ross
- Bisbee '17, regia di Robert Greene
- Minding the Gap, regia di Diane Quon
- Shirkers, regia di Sandi Tan
- Won't You Be My Neighbor?, regia di Morgan Neville

### Miglior attore
- Ethan Hawke – First Reformed - La creazione a rischio (First Reformed)
- Adam Driver – BlacKkKlansman
- Ben Foster  – Senza lasciare traccia (Leave No Trace)
- Richard E. Grant – Copia originale (Can You Ever Forgive Me?)
- Lakeith Stanfield – Sorry to Bother You

### Miglior attrice
- Toni Collette – Hereditary - Le radici del male (Hereditary)
- Glenn Close – The Wife - Vivere nell'ombra (The Wife)
- Kathryn Hahn – Private Life
- Regina Hall – Support the Girls
- Michelle Pfeiffer – Where Is Kyra?

### Miglior regista emergente
- Bo Burnham – Eighth Grade - Terza media (Eighth Grade)
- Ari Aster – Hereditary - Le radici del male (Hereditary)
- Jennifer Fox – The Tale
- Crystal Moselle – Skate Kitchen
- Boots Riley – Sorry to Bother You

### Miglior interprete emergente
- Elsie Fisher – Eighth Grade - Terza media (Eighth Grade)
- Yalitza Aparicio – Roma
- Helena Howard – Madeline's Madeline
- KiKi Layne – Se la strada potesse parlare (If Beale Street Could Talk)
- Thomasin McKenzie – Senza lasciare traccia (Leave No Trace)

### Miglior sceneggiatura
- Paul Schrader – First Reformed - La creazione a rischio (First Reformed)
- Deborah Davis e Tony McNamara – La favorita (The Favourite)
- Tamara Jenkins – Private Life
- Andrew Bujalski – Support the Girls
- Cory Finley – Amiche di sangue (Thoroughbreds)

### Miglior serie rivelazione - forma lunga
- Killing Eve
- L'altra Grace (Alias Grace)
- Big Mouth
- The End of the F***ing World
- Pose
- Sharp Objects

### Miglior serie rivelazione - forma corta
- 195 Lewis
- Cleaner Daze
- Distance
- The F Word
- She’s the Ticket

### Premio del pubblico
- Won't You Be My Neighbor?

### Premio speciale della giuria per il miglior cast
- La favorita (The Favourite) – Olivia Colman, Emma Stone e Rachel Weisz

### Made in NY Award
- Sandra Lee

### Premio alla carriera
- Willem Dafoe
- Paul Greengrass
- Jon Kamen
- Rachel Weisz